# Dan A. Kimball
Dan Able Kimball (Saint Louis, 1º marzo 1896 – Washington, 30 luglio 1970) è stato un politico statunitense.

## Biografia
Fu il terzo segretario della marina statunitense (United States Department of Defense) sotto il presidente degli Stati Uniti d'America Harry S. Truman.
Prima di essere segretario fu assistente segretario alla Navy (AIR). Durante il suo mandato è continuata la guerra di Corea, terminato il ruolo divenne presidente dell'Aerojet General Corporation.